# الگا برینک
الگا برینک (انگلیسی: Elga Brink؛ ۲ آوریل ۱۹۰۵ – ۲۸ اکتبر ۱۹۸۵) یک هنرپیشه اهل آلمان بود. 
از فیلم‌ها یا برنامه‌های تلویزیونی که وی در آنها نقش داشته‌است می‌توان به پزشک و سرزمین بی زن اشاره کرد.